# 電通名鉄コミュニケーションズ
株式会社電通名鉄コミュニケーションズ（でんつうめいてつコミュニケーションズ、英: DENTSU MEITETSU COMMUNICATIONS INC. ）は、愛知県名古屋市中村区に本社を置く電通と名古屋鉄道が共同出資する広告代理店である。
かつては名鉄グループのハウス・エージェンシーであったが、2006年より業務提携により電通に経営権が移った。その後、電通子会社のアド電通（名古屋）と合併して現在に至る。

## 概要
電通グループ内でも、プロモーションと屋外広告の領域に特徴を持ち、日本モンキーパーク、博物館明治村、野外民族博物館リトルワールドなどのレジャー施設をはじめとする名鉄グループ関連企業のプロモーションを担当する。名鉄グループ以外の一般企業の広告も扱う総合広告代理店の側面を持つ。また、名鉄百貨店のナナちゃん人形に代表されるようなグループが所有する駅や電車内における広告媒体の管理も行う媒体社としての機能も有している。
クリエーティブは、CCN（コピーライターズクラブ名古屋）年鑑でイギリス・D&AD賞、ニューヨークフェスティバル、広告電通賞など、名鉄インプレス「リトルワールド」のCMや名古屋鉄道「EMOTION!」や「名鉄さくらプロジェクト」でACC賞や中日新聞社広告大賞などの入賞歴がある。

## 沿革
- 1950年（昭和25年）8月 - 株式会社名鉄共栄社が設立。
- 1959年（昭和34年）5月 - 株式会社アド電通（名古屋）が設立[3]。
- 1960年（昭和35年）3月 - 株式会社名鉄共栄社が名鉄観光サービス株式会社 (初代)に商号を変更。
- 1961年（昭和36年）4月1日 - 名鉄観光サービス株式会社が名鉄産業株式会社に商号を変更、同時に旅行斡旋部門と広告部門を分社し名鉄観光サービス株式会社 (2代)を設立[1][3]。
- 1966年（昭和41年）5月 - 名鉄観光サービス株式会社 (2代)が広告部門を残し株式会社名鉄エージェンシーに商号を変更、旅行斡旋部門は分割の上で株式会社名鉄航空サービスへ合併し名鉄観光サービス株式会社 (3代)となる。
- 2006年（平成18年）4月 - 株式会社電通と業務提携により名古屋鉄道株式会社が保有する株式の50%と経営権を譲渡。

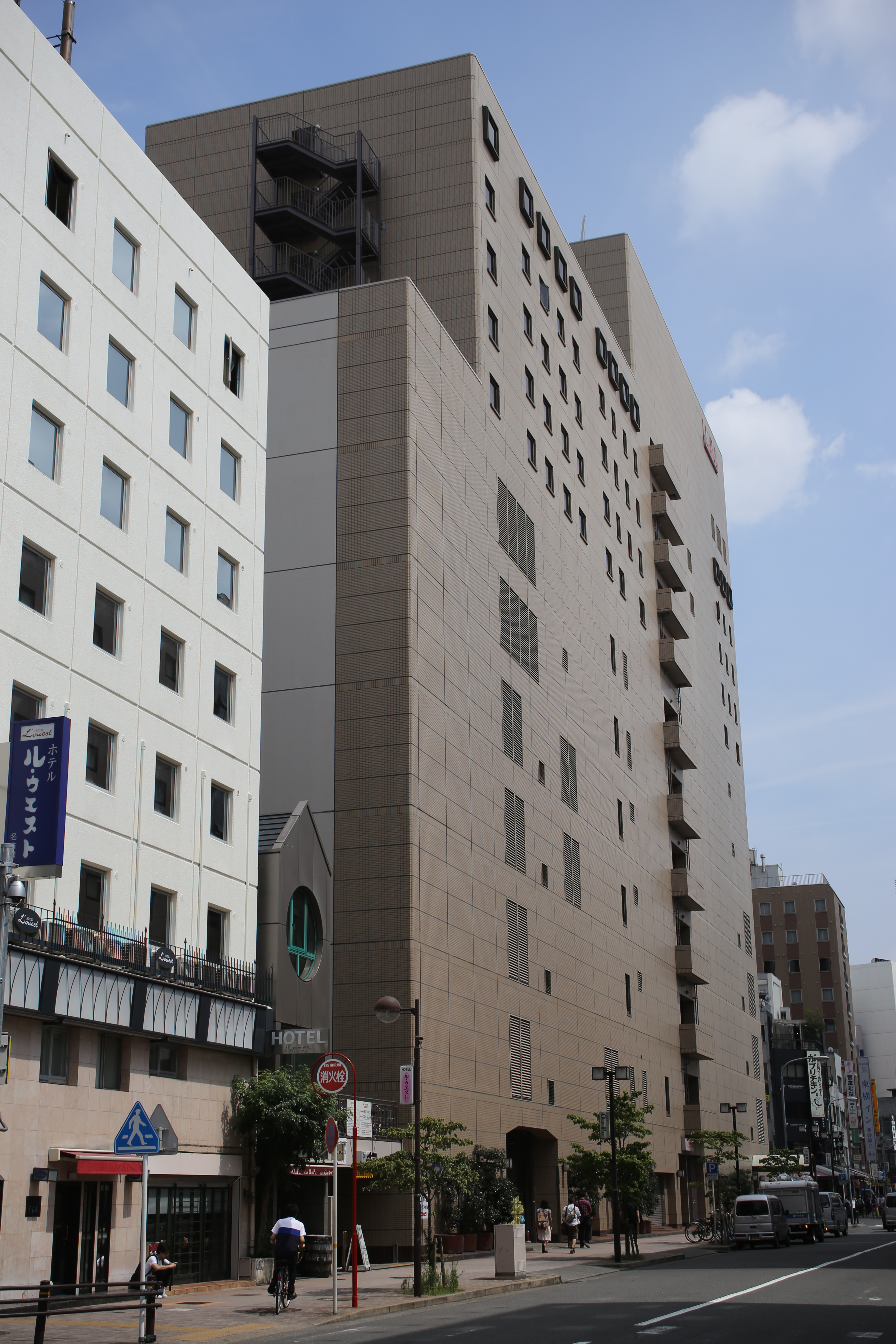
2007年（平成19年）12月 - 株式会社名鉄エージェンシーが株式会社アド電通（名古屋）を合併し、株式会社電通名鉄コミュニケーションズに商号を変更[3]。
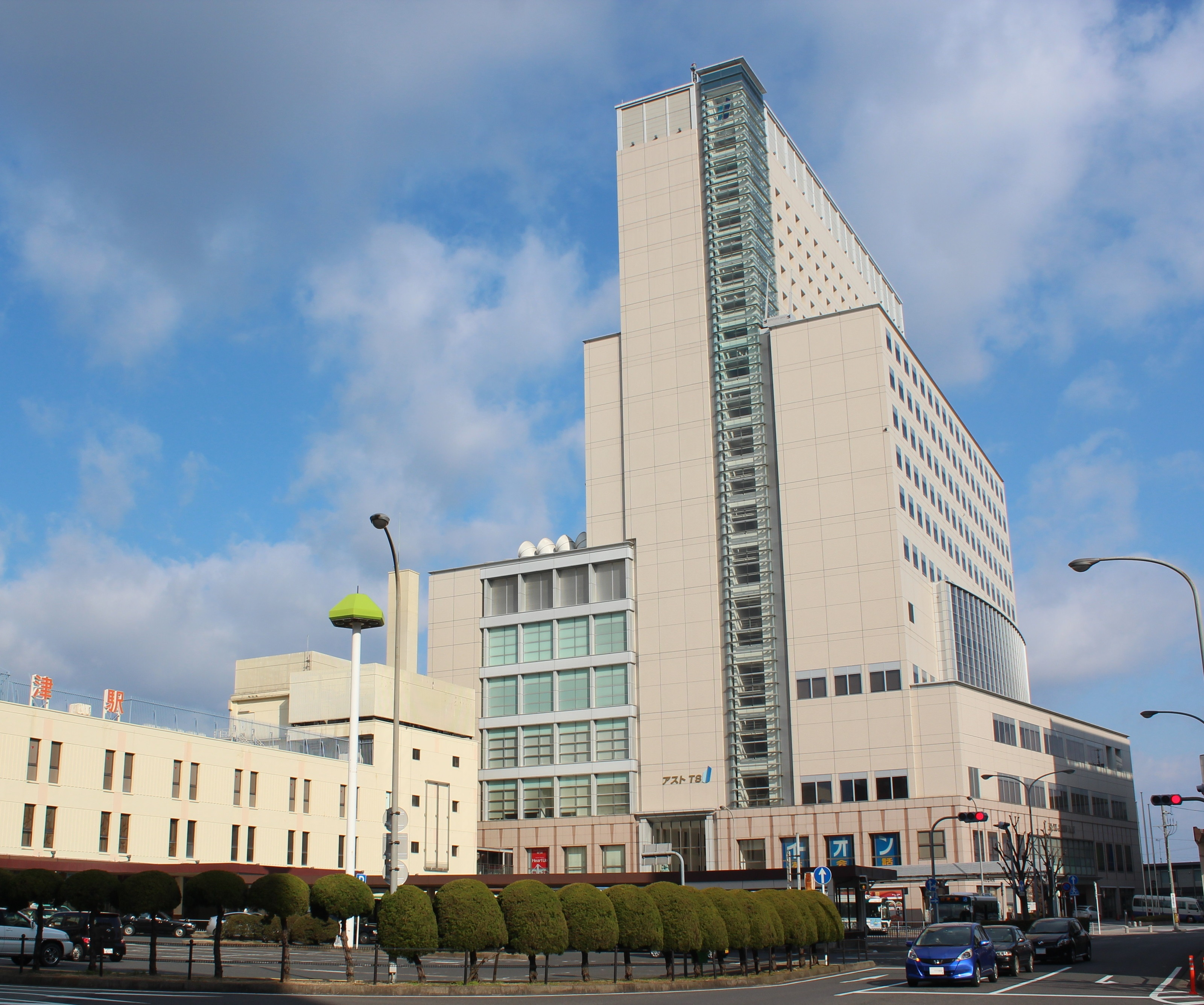
三重支社が入居するアスト津（2013年2月、三重県津市）

- 2022年（令和4年）3月7日 - 本社を中村区の椿町から同区の名駅四丁目・名古屋駅前の複合施設「名古屋三井ビルディング北館」に移転。同年は現商号となってから15周年となり、これを機に企業ロゴも一新した[4]。

## 事業所
本社
名古屋市中村区名駅4-8-18 名古屋三井ビルディング北館
東京支社
東京都中央区銀座2-16-7 恒産第1ビル
岐阜支社
岐阜県岐阜市若宮町9-16 トーカイビル
三重支社
三重県津市羽所町700 アスト津
名鉄ビジネス局
2022年3月、「OOHメディアマネジメント部」から改称
名古屋市熱田区三本松町18-1 名鉄神宮前駅東口ビル